# 芒中
芒中（?—?），中国三国時代人物，羌族人，烧当羌的王。
烧当羌在东汉时强盛，滇良、滇吾、东吾、迷吾、迷唐、东号、麻奴、犀苦、那离历代首领都和汉朝对抗，东汉中后期烧当羌被镇压下去。三国时期，羌族势力有所恢复，曹魏和蜀汉的对峙，羌人有的部落帮助曹魏，有的部落帮助蜀汉。诸葛亮北伐时，羌人首领柯吾曾经反抗曹魏。诸葛亮去世后，曹魏和蜀汉的战争暂时停止。芒中在景初二年（238年）八月，烧当羌王芒中、注诣等人等叛魏，凉州刺史率诸郡攻讨羌族，将注诣斩首。